# Der rides Sommer i By. Bjergby, Mors
|  | Denne artikel er oprettet af botten Steenthbot ud fra en ekstern database. Den kan derfor have sproglige fejl eller mangler. Denne skabelon kan fjernes efter kontrol af indholdet. |

Der rides Sommer i By. Bjergby, Mors er en dansk dokumentarisk optagelse fra 1930.

## Handling
1. Ved kirketid.
2. 'Majgreven' stiger til hest og rider til gården, hvor rytterne mødes. Han modtages med musik ved døren.
3. Traktement i gården, hvor rytterne er samlede.
4. Lodtrækning om rytternes plads. Optoget ordnes.
5. Den gamle majsang synges. Majgreven takker af og takker for traktementet.
6. Sommer i by-ridtet begynder. Besøg på gårdene. Optoget passerer Bjergby Kirke
7. Efter ridtet tager deltagerne hjem og mødes om aftenen til gilde og dans.
Optagelserne er dateret 1/6 1930.